# الغزوات المغولية للهند

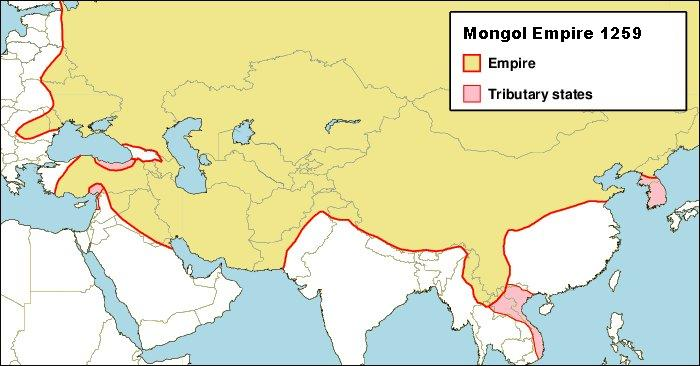
إمبراطورية المغول خلال عهد مونكو خان

شنت إمبراطورية المغول العديد من الغزوات في شبه القارة الهندية من عام 1221 إلى عام 1327، بالإضافة إلى العديد من الغارات اللاحقة التي شنّها القرونة المتوحشون من أصل مغولي. احتل المغول أجزاء من شبه القارة لعقود. مع تقدم المغول في المناطق الداخلية الهندية ووصولهم مشارف دلهي، قادت سلطنة دلهي حملة ضدهم تكبّد فيها الجيش المغولي هزائم كبيرة.

## خلفية الأحداث
بعد ملاحقة جلال الدين إلى الهند من سمرقند وهزيمته في معركة السند في عام 1221، أرسل جنكيز خان وحدتين من التومين (20 ألف جندي) بقيادة دوربي الشرس وبالا لمواصلة المطاردة. طارد القائد المغولي بالا جلال الدين في جميع أنحاء منطقة لاهور وهاجم محافظة ملتان النائية ونهب أيضًا مشارف لاهور. أعاد جلال الدين تجميع صفوفه، وشكل جيشًا صغيرًا من الناجين من المعركة وسعى إلى التحالف -أو حتى اللجوء- مع الحكام الأتراك في سلطنة دلهي، ولكنه قوبل بالرفض.
قاتل جلال الدين ضد الحكام المحليين في البنجاب. بعد هزيمته على يد العديد منهم في العراء، تراجع إلى أطراف البنجاب بحثًا عن ملجأ في ملتان.
أثناء قتاله ضد الحاكم المحلي للسند، سمع جلال الدين عن تمرد في محافظة كرمان جنوب إيران وانطلق على الفور إلى ذلك المكان، مارًّا بجنوب بلوشستان في طريقه. انضمت إلى جلال الدين أيضًا قوات من غور وبيشاور، وأفراد من القبائل الخلجية والتركمانية والغورية. زحف مع حلفائه الجدد إلى غزنة وهزم فرقة مغولية بقيادة تورتاي كانت قد كُلّفت بمهمة مطاردته. تشاجر الحلفاء المنتصرون بشأن تقاسم الغنائم التي استولوا عليها؛ نتيجة لذلك ترك رجال القبائل الخلجية والتركمانية والغورية جلال الدين وعادوا إلى بيشاور. بحلول هذا الوقت أصبح أوقطاي خان، الابن الثالث لجنكيز خان، الخان العظيم للإمبراطورية المغولية. أرسل الخان جنرالًا مغوليًا يدعى جورماغون لمهاجمة جلال الدين وهزيمته، وبذلك قُضي على سلالة الخوارزمشاهات.

## الغزو المغولي لكشمير والصراعات مع سلطنة دلهي
بعد عام 1235، غزت قوة مغولية أخرى كشمير، وتمركز داروغاتشي (حاكم إداري) هناك لعدة سنوات، وأصبحت كشمير تبعية مغولية. في نفس الوقت تقريبًا، وصل سيد بوذي كشميري يدعى أوتوتشي، وشقيقه نامو إلى بلاط أوقطاي. شنّ جنرال مغولي آخر يدعى باكشاك هجومًا على بيشاور وهزم جيش القبائل التي تخلّت عن جلال الدين، لكنها ما تزال تشكّل تهديدًا على المغول. فرّ هؤلاء الرجال -كان معظمهم من الخلجيين- إلى ملتان وجُنّدوا في جيش سلطنة دلهي. في شتاء عام 1241، غزت القوة المغولية وادي السند وحاصرت لاهور. ومع ذلك، في 30 ديسمبر 1241، ذبح المغول بقيادة مونغيتو سكان المدينة قبل الانسحاب من سلطنة دلهي. في نفس الوقت توفي الخان العظيم أوقطاي (1241).
ثار الكشميريون في 1254-1255، وعيّن مونكو خان، الذي أصبح الخان العظيم في عام 1251، الجنرالين سالي وتاكودار، وعيّن السيد البوذي أوتوتشي بمنصب داروغاتشي لكشمير. لكن الملك الكشميري قتل أوتوتشي في سريناغار. غزا سالي كشمير، وقتل الملك، وأخمد التمرد، وبعد ذلك ظلت البلاد خاضعة للإمبراطورية المغولية عدة سنوات.
سافر أمير دلهي، جلال الدين مسعود، إلى العاصمة المغولية قراقورم لطلب المساعدة من مونكو خان في الاستيلاء على العرش من شقيقه الأكبر عام 1248. عندما تُوِّج مونكو خانًا عظيمًا، حضر جلال الدين مسعود مراسم الحفل وطلب المساعدة من مونكو. أمر مونكو سالي بمساعدته على استعادة مملكة أسلافه. شنّ سالي هجمات متتالية على ملتان ولاهور. قام شام الدين محمد كرت، الملك العميل (الأمير الحاكم) لهراة بمرافقة المغول. تم تنصيب جلال الدين كحاكم عميل على لاهور وكوجاه وسودرا. في عام 1257، عرض حاكم السند إقليمه بالكامل على هولاكو خان، شقيق مونكو، وطلب الحماية المغولية من سيده الأعلى في دلهي. قاد هولاكو قوة كبيرة بقيادة سالي بهادور إلى السند. في شتاء 1257 - بداية 1258، دخل سالي نويان السند بأعداد كبيرة وقام بتفكيك تحصينات ملتان؛ ربما حاصرت قواته أيضًا قلعة جزيرة باخكار على نهر السند.
لكن هولاكو رفض الموافقة على شنّ غزو كبير على سلطنة دلهي وبعد بضع سنوات أكدت المراسلات الدبلوماسية بين الحاكمين الرغبة المتزايدة في تحقيق السلام.
كان التفكير بخطر الغزو المغولي أحد مشاغل غياث الدين بلبن (حكم: 1266-1287). ولهذا السبب، قام بتنظيم جيشه وتأديبه إلى أعلى درجة من الكفاءة؛ إذ تخلّص من القادة الساخطين أو الغيورين، ورفض بثبات تفويض السلطة للهندوس؛ لهذا بقي بالقرب من عاصمته ولم تغريه الحملات البعيدة.
توقفت غزوات المغول الكبيرة في الهند، فاستغل سلاطين دلهي فترة الراحة لاستعادة المدن الحدودية مثل ملتان وأوتش ولاهور ومعاقبة الرانا والرؤساء المحليين الذين تواطؤوا مع الغزاة الخوارزم أو المغول.
أدى لجوء أعداد كبيرة من القبائل إلى سلطنة دلهي نتيجة الغزوات المغولية إلى تغيير ميزان القوى في شمال الهند. اغتصب أفراد قبيلة الخلجي السلطة من سلاطين دلهي الأقدم وبدؤوا بفرض سلطتهم بسرعة في أجزاء أخرى من الهند. في هذا الوقت تقريبًا، تجدّدت أيضًا الغارات المغولية على الهند (1300).

## خانية جغتاي ضد الخلجيين
تدعي مصادر العصور الوسطى أن مئات الآلاف من المغول قاموا بشن الغزوات، وهي أعداد تقارب (وربما تستند إلى) حجم جيوش الخيالة بأكملها لإمبراطورية المغول في آسيا الوسطى أو الشرق الأوسط، وهو 150 ألف رجل تقريبًا. ربما يعطي عدد القادة المغول الذين ذُكروا في المصادر على أنهم مشاركون في الغزوات المختلفة مؤشرًا أفضل على الأعداد المشاركة، إذ يُحتمل أن هؤلاء القادة قادوا تومينات، وهي وحدات عسكرية تتكون من 10 آلاف رجل. قاد هذه الغزوات إما أحفاد جنكيز خان أو قادة الفرق المغول؛ تراوح حجم هذه الجيوش دائمًا بين 10-30 ألف خيّال على الرغم من أن المؤرخين في دلهي بالغوا في العدد إلى 100-200 ألف خيّال.
بعد اندلاع الحرب الأهلية في الإمبراطورية المغولية في ستينيات القرن الثالث عشر، سيطرت خانية جغتاي على آسيا الوسطى وكان زعيمها منذ ثمانينيات القرن الثالث عشر هو دووا خان الذي كان نائب كايدو خان. كان دووا نشطًا في أفغانستان، وحاول بسط حكم المغول إلى الهند. غزا الحاكم النيكوداري المسلم عبد الله، الذي كان حفيد حفيد جغتاي خان، البنجاب بقواته في عام 1292، لكن السلطان الخلجي جلال الدين هزم مقدمة الجيش التي كانت بقيادة أولغو وأسرها. اعتنق المغول الذين أُسروا من مقدمة الجيش والبالغ عددهم أربعة آلاف الإسلام، وقدِموا للعيش في دلهي باسم «المسلمون الجدد». سمّيت الضاحية التي عاشوا فيها باسم موغالبورا. تعرضت تومينات جغتاي للهزيمة على يد سلطنة دلهي عدة مرات في 1296-1297.
في وقت لاحق، غزا المغول مرارًا شمال الهند في عهد خليفة جلال الدين الإمبراطور علاء الدين؛ في حادثتين على الأقل، جاؤوا بأعداد كبيرة. في شتاء عام 1297، قاد كادر، وهو نويان من خانية جغتاي، جيشًا دمّر منطقة البنجاب، وتقدم حتى وصل قصور. هزم جيش علاء الدين بقيادة أولوغ خان (وربما ظفر خان) الغزاة في 6 فبراير 1298.